# Činžovní dům Maiselova 21
Činžovní dům Maiselova 21 je mohutná secesní stavba z roku 1911, která se nachází v těsné blízkosti Staronové synagogy v Praze na Josefově (čp. 41).

## Historie
Budova vznikala v asanačním území Josefova v letech 1910–11.
V domě bydlel herec Oldřich Nový, v bytě v druhém patře. Tentýž byt koupil a pronajímal na sklonku života herec Jiří Bartoška.

## Architektura
Autory architektonického návrhu byli Richard Klenka a František Weyr. Dům vyplňuje táhlé nároží Maiselovy a Břehové ulice a je sedmipatrový. Hlavní průčelí výtvarně dotváří především vyškrábávaný dekor biedermeierovského charakteru a také sochařská výzdoba. Některé motivy odkazují i na bývalé židovské ghetto. Na rozdíl např. od eklektického domu v Pařížské 17, který rovněž navrhoval tandem Klenka – Weyr, byl tento dům v Maiselově ulici přijat odbornou architektonickou veřejností výrazně příznivěji.
Interiér domu byl luxusně vybaven, vestibul byl obložen mramorem, schodiště bylo lemováno bohatě dekorovaným secesním zábradlím.
Standardní dispozice bytu zahrnovala čtyři pokoje, koupelnu, dvě toalety, pokoj pro služku, prádelnu, komoru a dvě spíže.
Zajímavostí je, že podmínkou udělení stavebního povolení byla i realizace kvalitního chodníku na náklady stavebníka a jeho následné bezplatné převedení do majetku města.

## Technická zajímavost
Již při kolaudaci v roce 1911 byl dům vybaven elektrickým výtahem na uhlí – modelem Stigler. Strojovna byla umístěna ve sklepě domu a systém poskytoval tři stupně zajištění zdviže proti pádu v případě přerušení elektrického proudu. Výtah byl kompletně rekonstruován a modernizován v roce 2001, nicméně některé umělecko-řemeslné prvky zůstaly zachovány, jako například mramorové obložení po stranách výtahových dveří nebo secesní mříže s mléčným sklem. Na místě je i původní vyvažovací závaží a originální bezpečnostní klínový mechanismus.